# Schiedamseweg (Rotterdam)

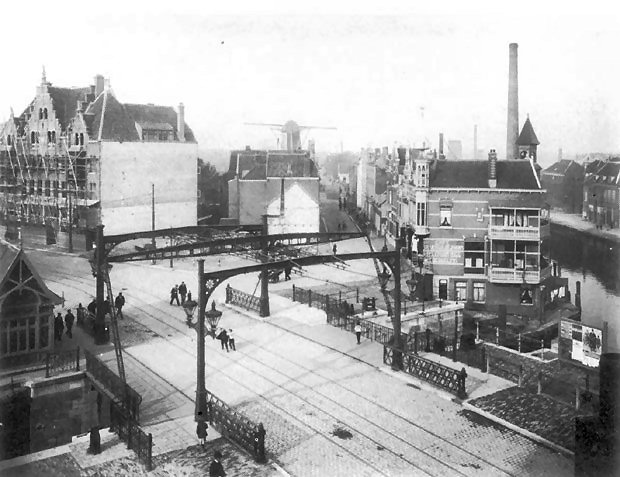
Schiedamseweg in aanbouw bij de Aelbrechtsbrug, november 1911

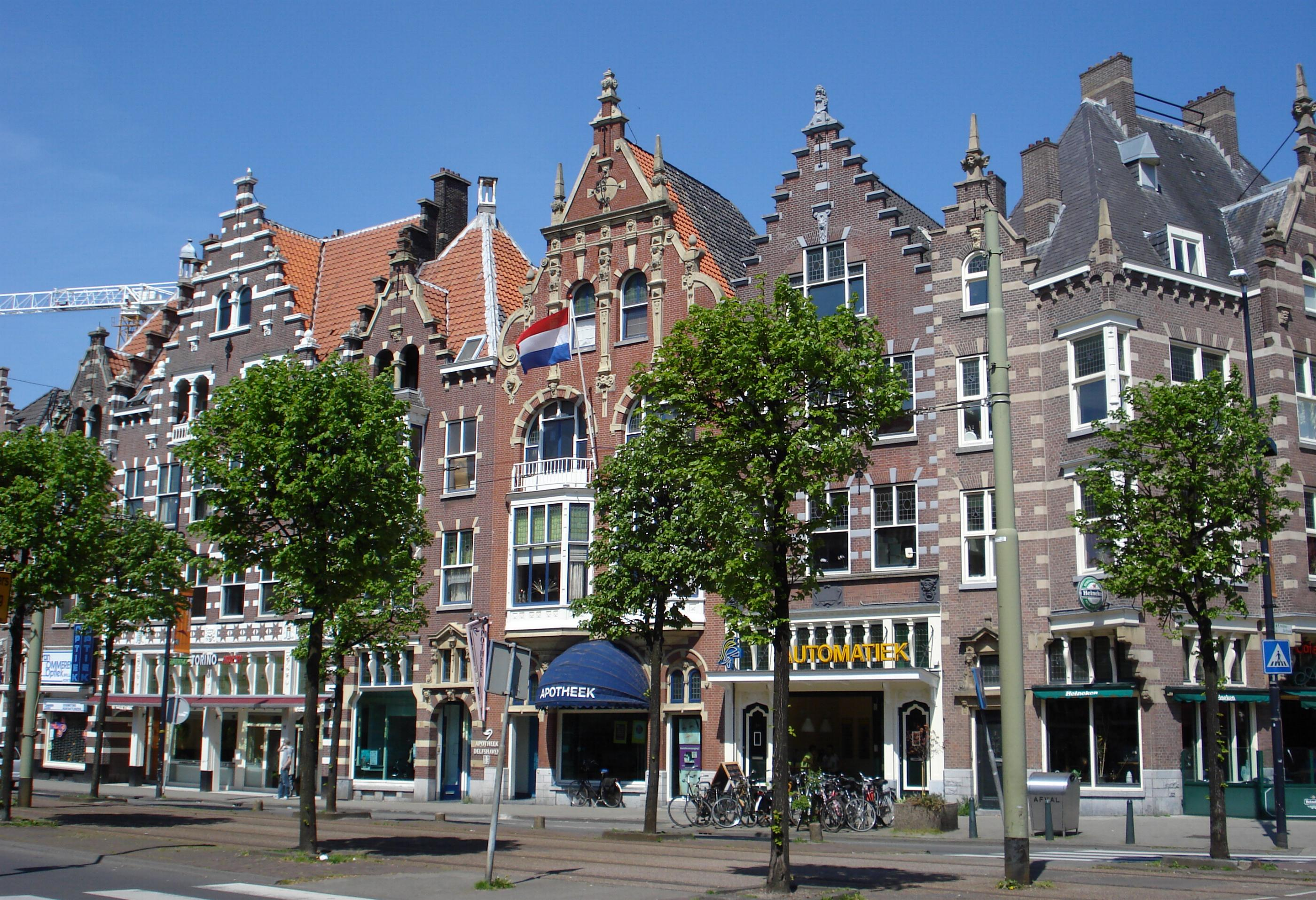
Schiedamseweg 2008

De Schiedamseweg is een bekende winkelstraat in de Rotterdamse deelgemeente Delfshaven. De Schiedamseweg loopt tussen de Aelbrechtskolk in historisch Delfshaven en het Marconiplein. Vanaf het Marconiplein loopt de Schiedamseweg als onderdeel van Schielands Hoge Zeedijk door tot de gemeentegrens van Schiedam. Dit gedeelte is in de volksmond bekend als Rotterdamsedijk.

## Geschiedenis
De Schiedamseweg is aangelegd vanaf 1910 en vormt de verbinding van Delfshaven naar Schiedam. Voor 1910 ging het verkeer inclusief de stoomtram over de smalle Mathenesserdijk. De Schiedamseweg werd aangelegd als brede boulevard en centrale as van de wijk Bospolder/Tussendijken. Aan de oostkant van de Schiedamseweg is gebouwd in neorenaissance stijl. De bebouwing ten westen van de Spanjaardstraat is soberder. Aan het eind van de jaren twintig was de bebouwing van de Schiedamseweg voltooid.
Op 31 maart 1943 werd de 
straat  getroffen door het bombardement op Rotterdam-West. De westelijke helft van de Schiedamseweg werd daarbij verwoest. Bij dit bombardement vielen ongeveer 400 doden en werden 16.000 mensen dakloos. In de jaren vijftig is de wijk herbouwd. De brandgrens bij de Wattierstraat is anno 2007 nog duidelijk zichtbaar.
In de jaren tachtig is onder de Schiedamseweg tussen de Coolhaven en het Marconiplein de tunnel van de Calandlijn aangelegd. De Schiedamseweg was door dit bouwwerk jarenlang afgesloten. De bouwmethode die gebruikt is is die van de schalentunnel waarbij de vloer van de tunnel ter plekke werd gebouwd en het dak van de tunnel in segmenten van elders werd aangevoerd.
Aelbrechtskade ·
Beukelsdijk ·
G.J. de Jonghweg ·
's-Gravendijkwal ·
Havenstraat ·
Henegouwerlaan ·
Keilestraat ·
Keileweg ·
Marconiplein ·
Mathenesserlaan ·
Mathenesserplein ·
Müllerpier ·
Nieuwe Binnenweg ·
Piet Heynsplein ·
Piet Heynstraat ·
Puntegaalstraat ·
Rochussenstraat ·
Schiedamseweg ·
Vierhavensstraat ·
Westzeedijk